# ミランダ駅

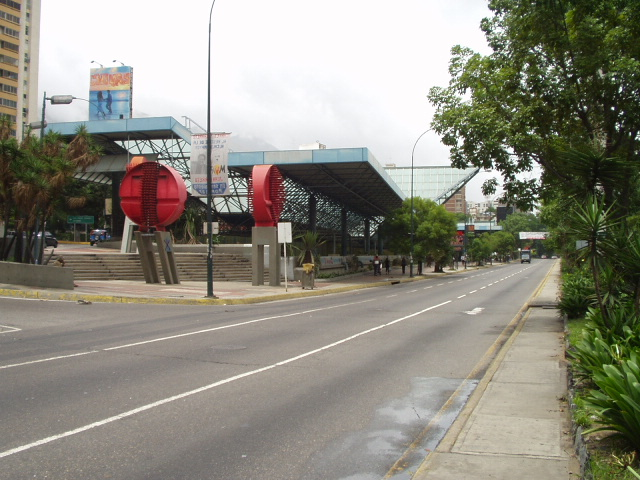
北側の駅出口（2004年6月5日）

ミランダ駅（ミランダえき、Estación Miranda）、旧駅名パルケ・デル・エステ駅（Estación Parque del Este）は、ベネズエラのカラカスを通るカラカス地下鉄1号線の地下鉄駅である。ミランダ州スクレ市レオンシオマルティネス区にある。旧駅名「パルケ・デル・エステ」はスペイン語で「東公園」を意味する。

## 駅の構造

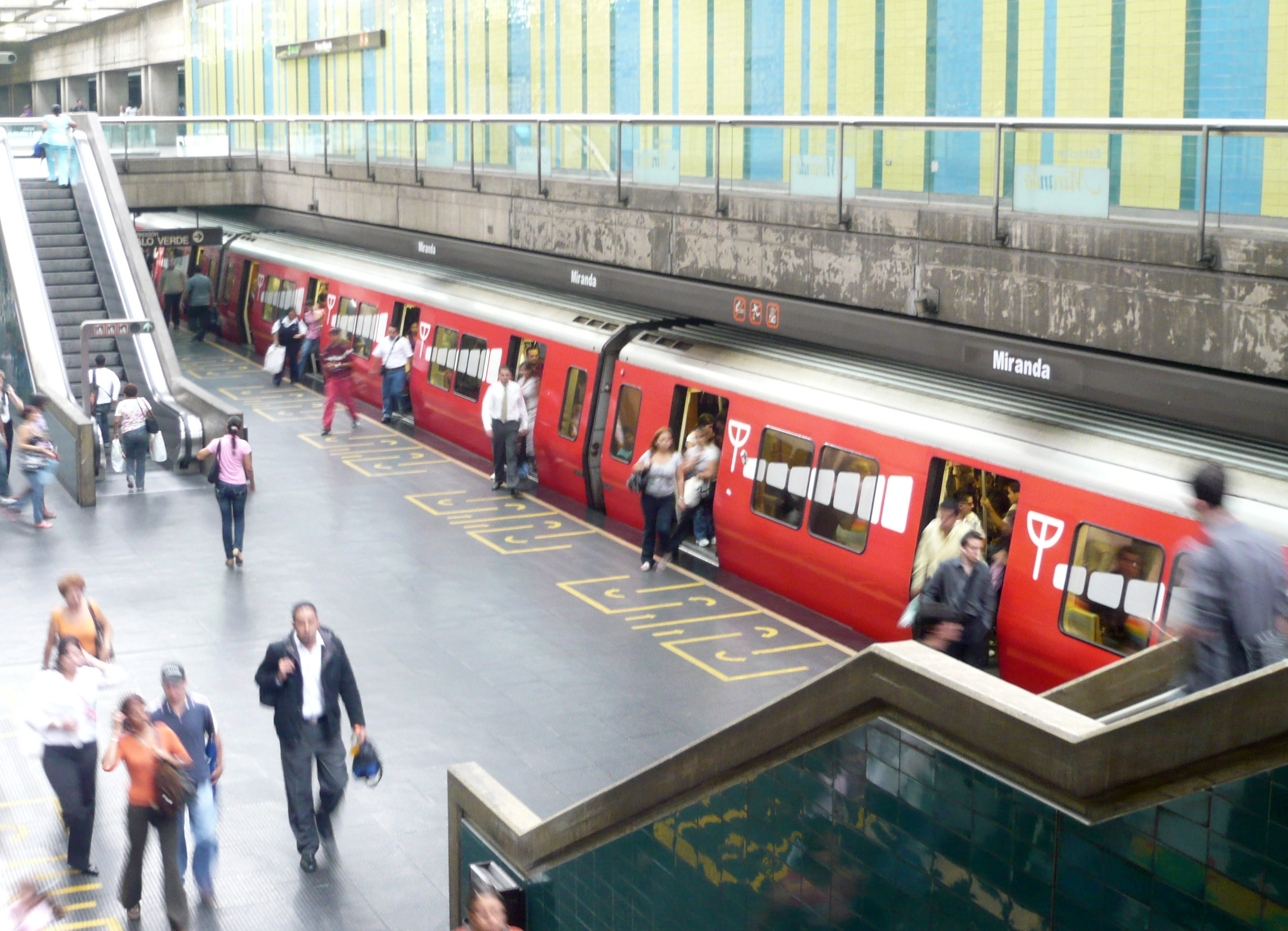
ホーム

島式1面2線のホーム。この駅ではホームの上に建物や道路はなく、透明の屋根をかけ、地上から光を採っている。一部はホームから地上まで、一部は改札から地上の吹き抜けである。出口はミランダ公園とフランシスコ・デ・ミランダ通り沿いに計4か所ある。

## 駅の周辺

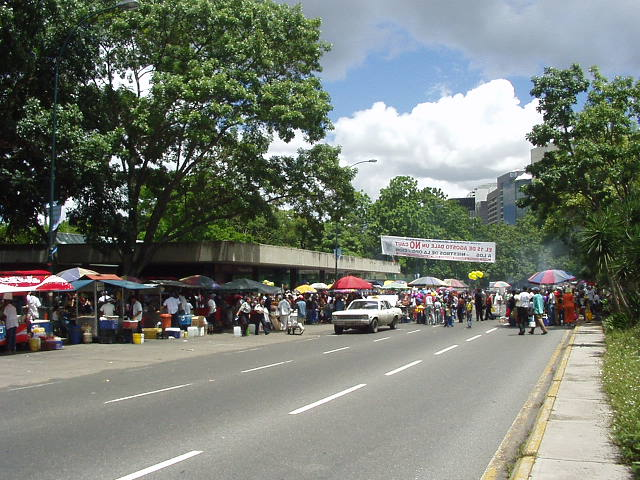
日曜日の公園側出口（2004年7月）

駅はミランダ公園の中にあり、駅の南に、フランシスコ・デ・ミランダ通りをはさんでロムロベタンクール国立東公園がある。この東公園が旧駅名の由来である。休日の公園側の出口は、公園を訪れる家族連れと彼らを目当てにした露天商でにぎわう。

## 歴史
- 1988年4月23日 1号線の延長により開業した。[1]

- 2008年　ベネズエラの英雄フランシスコ・デ・ミランダにちなんで駅名をミランダ駅に変更した[2]。

## 隣の駅
アルタミラ駅 - ミランダ駅 - ロス・ドス・カミーノス駅